# Patrick Braunhofer
Patrick Braunhofer (Cavalese, 19 de abril de 1998) es un deportista italiano que compite en biatlón. Ganó una medalla de oro en el Campeonato Europeo de Biatlón de 2025, en la prueba de persecución.

## Palmarés internacional
| Campeonato Europeo | Campeonato Europeo | Campeonato Europeo | Campeonato Europeo |
| Año                | Lugar              | Medalla            | Prueba             |
| ------------------ | ------------------ | ------------------ | ------------------ |
| 2025               | Martello (Italia)  | Medalla de oro     | Persecución        |